# 장바티스트 레지스
장바티스트 레지스(프랑스어: Jean-Baptiste Régis, 1663~1738)는 중국 청나라에 파견된 프랑스 예수회 선교사였다.

## 전기 및 작품
그는 1663년 6월 11일 또는 1664년 1월 29일에 프로방스의 이스트르에서 태어났다. 또한 1738년 11월 24일 베이징에서 사망했다. 그는 1683년 9월 14일 또는 1679년 9월 13 예수회에 입회했으며, 1698년에는 중국 선교를 다니며 40년 동안 과학과 천주교를 섬기며 중국 청나라의 일반 지도를 만드는 일에 큰 몫을 맡았다.
초기 예수회 선교사들은 16세기 말 최고의 지도 제작자조차도 완전히 무지했던 때에 이미 중국의 진정한 지리를 유럽에 알리기 위해 노력했다. 17세기 중반까지 그들의 업적은 마르틴 마르티니(Martin Martini) 신부(암스테르담, 1655)가 출판한 "노부스 아틀라스 시네시스(Novus Atlas Sinensis)"에 요약되어 있다. 그는 이 작업에서 중국 지리학 책의 도움을 많이 받았는데, 그곳에서 그는 방대한 양의 기술 정보, 중요한 장소 사이의 거리, 그리고 거리가 거의 정확하지 않게 측정된 매우 조잡한 지도까지도 발견했다. 그는 이 불완전한 데이터를 자신과 동료들이 주요 도시에서 수행한 천문학적 관측으로 보완하고 완성했다. 따라서 그의 지도책의 위치는 놀랍도록 정확하다. 선교사들이 강희제 (1662-1722) 덕분에 누렸던 호의 덕분에 선교사들은 이를 개선할 수 있었다. 페르디난드 베르비에스트 신부는 황제와 함께 두 차례에 걸쳐 '타타르'(즉, 몽골 제국 )에 대한 최초의 아이디어를 수집했다(1682-3).
루이 14세에 의해 파견된 프랑스 예수회가 1687년 중국에 도착하자 선교, 특히 지리학 분야의 학문적 활동에 새로운 자극이 되었다. 파리 천문대의 천문학자들의 방법으로 훈련을 받고 완성된 도구를 제공받아 새로운 선교사들은 이미 계산된 위치를 더 정확하게 결정할 수 있었다. "메모이레스(Mémoires)"와 "히스토리에 데 아카데미 드 사이언시스(Histoire de l'Académie des Sciences)"는 그들의 관찰을 기록한다. 장 프란코이스 제블리온(Jean-François Gerbilion) 신부는 타타르와 몽골 (1688-98)을 통해 8번의 여행을 하여 그들에 관한 더 많은 지리 정보를 얻었다. 1701년에 황제의 고대 여름 거주지와 1700개 진 또는 촌을 포함하여 수도 베이징과 그 주변의 지형도를 그리기 시작하여 제국의 전체 지도에 대한 위대한 작업이  나무르(Namur)의 벨기에인 안토니 토마스(Antoine Thomas) 신부와 3명의 프랑스인 요하킴 부베(Joachim Bouvet), 장 밥티스트 레지스 그리고 도미니크 파레닌(Dominique Parennin)에 의해 맡겨졌다. 청나라 황제 강희제는 직례 여러 강의 주기적인 범람에 대한 측정을 바랬었기에, 이에 만족했다.
파레닌 신부는 그에게 만리장성 지도에 그리도록 유도했다. 부베(Bouvet), 레지스(Régis), 피에르 자르투(Pierre Jartoux) 신부는 규칙적으로 분할된 코드를 사용하여 유명한 성벽의 동쪽 끝으로 가는 경로를 측정하고, 나침반의 도움으로 방향을 추적하고, 위도를 계산하기 위해 태양의 자오선을 자주 관찰했다. 4일만에 직례 만에 도달했고(1708년 6월 8일) 만리장성에서 작업을 시작했다. 10월 16일에 그들은 그 범위가 길이 21°, 또는 미국의 동쪽에서 서쪽으로 가장 넓은 너비의 거의 절반이라고 레지스 신부는 추정했다. 두 달이 끝날 즈음에 부베는 몸이 좋지 않아 베이징으로 떠났다. Régis Jartoux는 가욕관에서 만리장성의 서쪽 가장자리에 도달했고 쿠쿠노르 호수 근처의 티베트 국경에 있는 서녕으로 데려온 내부 측벽의 측정으로 작업을 완료했다. 그들은 1709년 1월 10일 베이징으로 돌아왔다. 그들의 지도는 만리장성 밖의 지방과 중국 본토에 대한 작업의 연장을 요청한 강희제를 기쁘게 했다.
Regis, Jartoux 및 Fr. 오스트리아 티롤 출신의 에른베르트 프리델리(Ernbert Fridelli )는 북동쪽으로 출발했다. 두 번의 원정(1709년 5월 8일 - 12월 17일; 1710년 7월 22일 - 12월 14일)에서 그들은 요동과 만주의 지도를 만들고 그 사이에 베이징이 위치한 지리 성을 그렸다. 1711년에 포르투갈인 Francis Cardoso 신부와 Augustinian 신부 Guillaume Bonjour가 유일하게 예수회가 아닌 사람으로 지리학자로 합류했다. Regis와 Cardoso는 산동성 지도를 그렸다. Jartoux, Fridelli 및 Bonjour는 북쪽의 바이칼 호수와 서쪽의 준가르 칸국까지 몽골을 횡단했다. 1712년은 새로운 증원을 가져왔다. 신부 Vincent de Tartre와 Cardoso는 산서성와 섬서성 (1712-14), 강서성와 광동성, 광서성의 지도를 만들었다. 신부 Anne-Marie de Maila, Roman Hinderer , Alsatian 및 Regis는 호남성, Jiangnan, 저장성, Fujian 및 포모사섬(대만섬)의 지도에서 작업했다(1712-15). 한편 Fridelli와 Bonjour는 Fr. 이 있는 쓰촨에 있었다. Bonjour는 1714년 12월 23일에 사망하고 1715년 3월 24일에 Régis로 교체되었다. 그는 Yunnan, Guizhou 및 Huguang 의 지도로 Fridelli를 도왔다. 10년의 노력 끝에 1717년 1월 1일 중국의 새로운 지도가 완성되었다. 사용된 기본적인 방법은 장소의 경도와 위도를 얻은 거리의 정확한 측정이었다. 이것은 태양의 자오선과 극지방의 관측에 의해 보완되고 통제되어 직접 위도를 제공했다. 선교사들은 때때로 월식과 목성의 위성을 관찰함으로써 도움을 받았는데, 이 관측을 통해 경도를 얻기 위해 더 완벽한 과정을 원했지만 조건이 허락하지 않았다.
Académie des Inscriptions et Belles-Lettres 의 학식 있는 비서인 Féret에 대한 비판에 대해 Antoine Gaubil 은 다음과 같이 썼다(1736년 11월 5일).
"중국과 타타르의 지도를 생각할 때 MM과 같은 사람들을 염두에 두었다. 카시니, 마랄디, 차젤레스 등 자오선에서 일하는 데 필요한 모든 도구의 도움을 받고 충분한 시간을 보냈다. 우리 교부들은 선교 사업을 하고, 지방의 선교사들을 지원하고 보호하며, 새로운 선교를 설립하기 위해 지도 제작자 의 소명을 활용했다. 그들을 동반한 중국인과 타타르 만다린들은 그들을 극도로 방해했다. 그들은 교부들을 그들이 가고자 하는 곳으로 보내지 말라는 명령을 받았으며, 그들은 자오선 관찰, 도로 측정, 바늘(자성 바늘)의 변화, 마름모, 그리고 이러한 요소의 위치를 측정하게끔 허락하지 않았다. 작업이 끝나는대로 완성된 지도를 서둘러 황제에게 보내야 했다. 중국과 타타르보다 작은 국가의 지도를 위해 다른 곳에서 했던 것과 비교하면 이 작업은 그러한 가치 있는 작업을 명령한 타타르 왕자에게 영예를 줄 수 밖에 없었다. 그리고 확실히 그것은 우리 교부들의 신용을 떨어뜨리지 않았다."
중국의 지질학자이자 탐험가인 페르디난드 드 리히토퍼(Ferdinand de Richthofer )는 "만들어진 시기를 생각하면 예수회 지도는 전체적으로 걸작이라고 할 수 있다"고 썼다(China, I, 686).
Frs.와 함께하는 Jartoux 신부. Régis와 Fridelli가 가장 큰 몫을 차지하여 프랑스로 사본을 보냈고 그곳에서 Fr. "Description de la Chine"(1735)에서 유명한 지리학자 Jean Baptiste Bourguignon d'Anville 의 도움으로 Jean-Baptiste du Halde. Régis는 "Nouvelle géographie de la Chine et de la Tartarie orientale"이라는 이름으로 이에 대한 짧은 논평을 작성했으며, 이는 프랑스 국립 도서관에 보존되어 있다. MS. 17, 242; Du Halde 신부는 이 글을 상당 부분 활용했지만 전체를 출판하는 것이 더 나았을 것이다.
레지스는 또한 고대 중국 책(왕)에 관심을 돌렸다. 신부 Gaubil는 그의 "제정신 비판"을 칭찬하고, 영국인 중국 학자인 제임스 레그는 레지스에 관해 쓰기를 "레지스는역경 의 번역가로 알려져 있다"고 했다. 그의 작품은 1834년 슈투트가르트에서 Julius Mohl에 의해 편집되었다. 첫 번째 책의 한 부분은 아직 출판되지 않은 중국의 고급 고전에 대한 가장 가치 있는 소개를 담고 있는 Prolegomena로 채워져 있다."("Notions of the Chinese about God and Spirits", 1852, 69).
Gaubil 신부는 그의 위대한 미덕을 겸손과 겸손이라고 설명하며 "그는 다양한 단체의 선교사, 기독교인 및 그와 관련된 궁정 사람들에게 보편적으로 존경과 사랑을 받았습니다"라고 말했다.

## 한국의 지리 관찰과 역사
이 사료는 13세기 기욤 드 뤼브룩(Guillaume de Rubrouck)에 이어 프랑스인이 한국에 대해 두 번째로 기록을 남긴 사례다. 500년의 시간 차를 넘어 프랑스인의 기록에 한국이 등장한다. 레지 신부는 직접 한국 땅을 밟지는 않았다. 대신 중국인과 조선인의 증언을 토대로 <한국의 지리 관찰과 역사(Observations geographiques et Historie de la Coree)>라는 책을 써서 발간했다. 이 책은 후에 1748년에 아베 프리보(I'Abbe Prevost)의 <여행의 역사(Historie des voyages)>에 편집 수록되었다.
레지 신부의 책은 백과사전식으로 서술되어 있다. 내용을 살펴보면, 당시 예수회 신부들의 서술 방식대로 먼저 국가 이름의 변천사와 그 기원에 대해 서술했으며 이후 한국의 내륙지방과 산과 강 등의 지형 특징을 설명하였다. 다음으로 한국의 가옥에 대해서 서술하였다. 여기에는 당시 주거 양식이 문화를 이해하는 중요한 소재로 인식되었다는 것을 알 수 있다. 뒤이어 수도 이름과 의복 그리고 언어와 종교에 대해 설명했으며 조선 조정과 사법 체제에 대해서도 언급했다. 마지막으로 인삼 등의 특산물에 대한 설명을 덧붙였다.
프레드릭 불레스텍스가 2001년에 발간한 <착한 미개인 동양의 현자(청년사, 2007)>에 따르면, 레지 신부는 한국의 국경까지 와서 한국에 대한 정보를 얻으려 했다.
"한국의 도시에서 4리 떨어진 곳에 이르렀을 때, 타타르인들이 우리에게 말했다. 한국인들의 집은 단층이며, 시골에서는 흙으로 집을 짓고 도시에서는 보통 벽돌로 집을 짓는다." <착한 미개인 동양의 현자>, 54쪽
그렇지만 레지 신부는 한국을 직접 경험하지 않은 상태로 글을 서술했기에 한국 문화를 개괄적으로 묘사하는 데 그쳤다. 그리고 한국 문화를 항상 중국에 견주어서 설명했고, 한국의 문화를 중국의 주변 문화로서 이해했던 것 같다.
이 당시 예수회 신부들은 지도 제작에 필요한 지리와 역사에 중점을 두었고, 문화적 측면은 크게 중시하지 않았다. 레지 신부도 한국 문화에 깊은 관심을 가졌다기 보다는, 지도 제작에 필요한 정보나 당시 많은 속국을 거느리고 있었던 청 왕조의 우월성을 증명하는 왕조 역사 관련 자료를 수집하는데 만족한 것으로 보인다. 어디까지나 <레지 고조선 사료>가 등장하기 전까지 말이다.

## 레지 고조선 사료
이 사료는 유정희와 정은우에 의해 2018년 국내에 소개되며 해제, 교차검증 되었다. 유정희가 이름 붙인 바로는 <레지 고조선 사료: Regis’s historical records on Old Joseon, RHROJ>로 되어있다. 이 사료에 의하면 레지스는 따로 한국의 역사도 다루는데, 고조선·고구려 등의 역사가 국내 정통의 민족사학의 관점과 일맥상통 한다는 사실을 확인할 수 있다. <삼국유사>의 신화적 서술과 달리, 이 사료는 정치 사건도 다루면서 동시에 외국인 관찰자에 의한 고조선 기록이기에 상고사 연구에 큰 의의를 갖는다. 다음은 책에서 옮긴 사료의 일부다.
"The People of Corea were fubject to to the Chinefe from Yao, who began to reign 2357 Years before the Chriftian Era, to the Emperor Tai king of the Dynafty of the Hia, who began to reign 2188 before the Chriftian Era; the bad Government of this Prince made them revolt; Under the Reign' of Kie, which began 1818 before the Chriftian Era, they were brought to pay their Tribute; but his tyrannical Government engaged them in a freth Revolt, and put them upon invading a Part of China.
조선인(여기서는 주로 고조선인<고조선인(古朝鮮人)>)은 B.C. 2357년 치세를 시작한 중국 요(堯) 임금때부터 B.C. 2188년 치세를 시작한 하(夏)나라 3대 제왕(帝王)인 태강(太康)에 이르기까지 중국의 속민(屬民)이었다1. 그러나 이 때 하나라 천자(天子) 태강의 압정은 고조선의 저항을 가져왔다. 하지만 B.C. 1818년 치세를 시작한 하나라 마지막 천자(天子)인 걸(桀) 때 이르러서는 고조선은 중국에 다시 중국에 조공을 바쳤다. 그렇지만 걸(桀)의 폭정은 또다시 고조선이 반란을 일으키게 만들어 이때 고조선은 일부 중국 영토에 침입하기도 한다2.
Tching tang, who began to reign about the Year 1755, before the Chrifitian Era, after he had deprived Kie of the Crown, and founded the Dynafty of the Chang, made War upon them, and brought them back to their Duty.
하나라 걸의 제위를 찬탈하여 B.C. 1766년경부터 중국을 통치한 상(商)나라 초대 제왕인 성탕(成湯)은 무력으로 고조선인들을 제압하고 고조선이 다시 조공3을 바치게 만든다.
Under the Emperor Tchang ting, who began to reign 1562 Years before the Chriftian Era, they attack'd China; and afterwards they foretimes fubmitted, and fometimes revolted; this Alternative of Obedience and Revolt continued to the Year 1324 when Ven ting began to reign.
B.C. 1562년 치세를 시작한 상나라 제왕((帝王) 중정(中丁)때 고조선은 중국을 침공하였고, 이후 고조선은 때때로 굴복하기도 하고 또한 때때로는 반란을 일으키기도 하였다. 이러한 복속과 반란은 B.C. 1324년 치세를 시작한 상나라 제왕 무정(武丁) 치세 이전까지 계속되었다4.
The Weakness of this Prince gave them oppurtunity of making themselves Mafteres of the Provinces of Kiang nan and Chan tong, where they maintain'd their ground til the time of Tfin tcbi boang, who fubdued them, and difpers'd them in the Empire; but fo little of the Affairs of their History is known before the Dynafty of the Tcheou, that the Chinefe Hiftorians are in the right to begin the Eftablifhment of that Monarchy with Ki tfe, the from whom to this prefent time it hath continued two thoufand eight hundred and fourteen Years without comprehending in this account the time in which it was reduc'd into a Province.
무정 때의 세력 약화는 고조선이 강남과 산동 지방의 주인이 될 수 있는 기회가 되었다. 고조선은 자신들을 정복하여 몰아낸 진시황 통치 전까지는 강남과 산동을 점유했었다.5 그러나 주 왕조(Tcheou, 周王朝) 이전의 고조선의 역사적 사실들은 알려진 게 미미하기에 중국 역사학자들은 대체로 기자(箕子) 시대 이들의 왕정(王政)이 제대로 성립되기 시작한 것으로 본다6. 기자로부터 조선은 중국의 한 주로 복속되었던 시기를 제외하고 지금까지 2814년간 이어져 내려왔다."
《18세기 프랑스 지식인이 쓴 고조선, 고구려의 역사》, 124쪽에서 가져옴.